# Erlend Øye

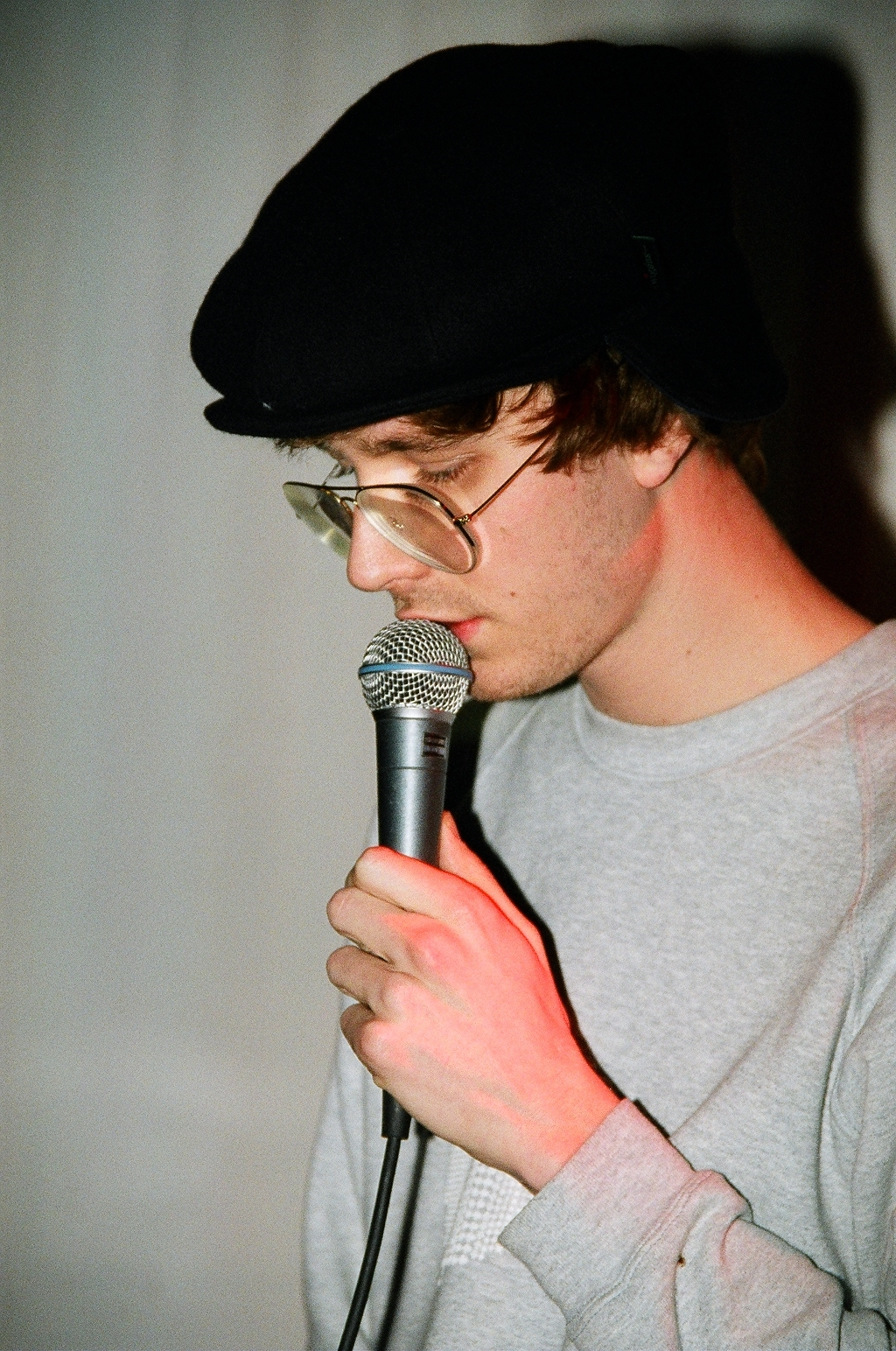
Erlend Øye, Berlijn 2005.

Erlend Øye (Bergen, 21 november 1975) is een Noors muzikant, vooral bekend als deel van het popduo Kings of Convenience. Hij heeft een soloalbum, Unrest uitgebracht in 2003 en een mix-cd in de DJ-Kicks-series in 2004.

## Carrière
Zijn muzikale carrière begon in Bergen, waar hij samen met enkele vrienden de band Skog oprichtte. In 1997 verhuisde hij naar Londen en speelde in de band Peachfuzz.
Tijdens vakanties thuis in Bergen, speelde hij samen met Eirik Glambek Bøe, samen vormden ze Kings of Convenience in 1998. Hun eerste album Quiet is the New Loud brachten ze uit in 2001. Veel publiciteit kregen ze vervolgens dankzij bijdragen aan het succesvolle album Melody A.M. van Röyksopp, waarvan het nummer Poor Leno op single verschijnt. Hierdoor vindt hij aansluiting bij de dancescene en volgen er meer verzoeken voor gastbijdragen. Door Studio !K7 wordt hij gevraagd om een mix-cd uit in de DJ Kicks-series te maken. Erlend, die dan nog geen ervaring als dj heeft, kiest de platen uit en liet de Duitse Phonique het aan elkaar mixen. Ook wisselt hij de tracks af met eigen zang.
In 2004 werd ook de nieuwe release van Kings of Convenience uitgebracht: Riot on an empty street. Erlend Øye verdiepte zich daarna verder in elektronische muziek en bracht de volgende jaren door in Berlijn of op reis over de hele wereld, terwijl hij zijn soloalbum Unrest opnam. Op het album Unrest staan 10 tracks, elk met een verschillende elektronica-artiest, zoals onder andere Metro Area, Phonique, Prefuse 73 en Schneider TM, opgenomen in tien verschillende steden. Hij toerde als dj die meezingt met de muziek die hij speelt.
Erlend Øye's meest recente project is de band The Whitest Boy Alive. Deze band startte in 2003 oorspronkelijk als een elektronische band, maar ontwikkelde zich langzaam naar een band zonder geprogrammeerde elementen. Erlend zingt en speelt gitaar. Op 21 juni 2006 volgde een debuutalbum, genaamd Dreams op het label Bubbles.
Het meest recente solo-album, Legao, werd in 2014 uitgebracht.

## Discografie
- Unrest (2003)
- Sudden Rush (2003)
- Sheltered Life (2003)
- DJ-Kicks: Erlend Øye (2004)
- The Black Keys Work (2004)
- Legao (2014)

## Muziek met Erlend Øye als zanger
- Remind Me - Röyksopp op Melody A.M. (2001)
- Poor Leno - Röyksopp op Melody A.M. (2001)
- Talco Uno - Jolly Music op Jolly Bar (2001)
- Drop - Cornelius (KOC Remix) op Drop-ep (2002)
- This is the Dream of Evan and Chan (Safety Scissors Remix)- Dntel op This is the Dream...-ep (2002)
- For the Time Being - Phonique op Identification (2004)
- Keep on Waiting - DJ Hell op NY Muscle (2003)
- A Place In My Heart - Star You Star Me op A Place In My Heart-ep (2004)
- Lessons In Love - Kaos op Hello Stranger (2005)
- Cool My Fire - Ada op Blondix 2-ep (2005)